# 濉溪县
濉溪县是中国安徽省淮北市下辖的一个县，位于安徽省北部，东临宿县，南接蒙城县、怀远县，西连涡阳县和河南省的永城市，北靠淮北市郊区和萧县。东北经淮北市至徐州市63公里，南自经蚌埠市至南京市250公里。区域总面积为1,987平方公里。

## 历史
政区沿革春秋地属宋国。战国地属楚国。秦朝时属泗水郡，境内置铚县、相县。三国时，属魏国豫州谯郡的相、铚、竺邑、蕲和符离五县。南北朝时，先后属后赵、前燕、前秦。南朝宋属徐州沛郡之相、竺邑、符离和谯郡铚、蕲五县。梁武帝普通六年（525年）置临涣郡，治铚城。属谯州之临涣郡、蕲城郡。东魏武定五年（547年）析临涣郡置白掸县和涣北县。北齐天保元年（550年）废临涣郡和涣北县，置临涣县，治铚城。隋大业元年（605年）白掸县并入临涣县，唐武德四年（621年）析符离县西部在境内置诸阳县；贞观元年（公元627年）诸阳县并入符离县；元和四年（809年）置宿州。
1912年，改为宿县。1950年7月1日，析宿县西境析置宿西县，以濉溪口为名，同年改名濉溪县，属皖北人民行政公署宿县行政专区公署。1950年7月1日，析宿县西境置濉溪县，县城设在濉溪口，隶属皖北行署宿县行政区专员公署；1952年4月12日，属安徽省宿县专区；1956年1月12日，属蚌埠专区；1958年5月濉溪县和萧县的一部分成立淮北煤矿筹备处，及至1960年4月，设立濉溪市，为省辖市。1961年4月13日，复属宿县专区。1971年4月，濉溪市更名为淮北市。1977年1月12日原属宿县地区的濉溪县划归淮北市（一说1月20日），为淮北市唯一市辖县。

## 人口
根据(安徽省)淮北市第七次全国人口普查公报显示：常住人口为932402人。

## 地理
濉溪东近宿州市，西连商丘、开封，南接蚌埠，北临徐州。地形地貌地处淮北平原中部，地势自西北向东南微倾。除县境东北部等有少量低山残丘分布外，其余为广阔平原。地形以横穿平原中部的古隋堤（现宿永公路）为界，北部为黄泛冲积平原区，南部为古老河湖相沉积平原区。隋堤南有10余处封闭型湖洼地，俗称“十八湖”，面积约为86平方公里，浍河等主要河道两侧分布有泛滥堆积地貌；境内山丘主要分布在东北部，属徐州云龙山余脉。最高山峰老龙脊，位于蔡里集东南。

## 区划
下辖11个镇。
濉溪镇、韩村镇、刘桥镇、五沟镇、临涣镇、双堆集镇、铁佛镇、南坪镇、百善镇、孙町镇、四铺镇和濉溪县经济开发区。
此外还有两个省级开发区：濉溪经济开发区、濉溪芜湖现代产业园区。

## 经济
濉溪县已探明矿藏资源有：非金属矿产以煤为主，其次是水泥灰岩。金属矿产以铁为主，铜、金、银、钴等次之。濉溪县地下资源丰富，主要有煤、铁、镍、钴等矿藏，其中煤炭储量为60多亿吨。濉溪县是以农业为主的县，主要粮食作物是小麦，经济作物以棉花、油料为主。
工业领域上，濉溪县现已拥有酿酒、冶金、化工、建材、食品、针织、服装、粮油加工等30多个行业。其中口子酒（口子窖）最为著名，系浓香型白酒。产地在濉溪县口子古镇，当地盛产高梁、小麦、豆、水稻等各类酿酒所需的粮食作物，地下水也非常丰富，最适宜酿制优质酒。口子酒采用完全传统的酿酒工艺，以优质粮食为原料，经粉碎后加入曲料，在当地泥池或陶缸中自然发酵一定时间，再经高温蒸馏与革新技术处理后，最终形成了独特风格，享有“开坛十里香，隔壁千家醉”之美誉。现安徽口子酒业股份有限公司已经在2015年于上海证券所上市，为“口子窖”（603589）。

## 旅游与文化
濉溪县曾经是淮海战役的战场（双堆集战役），也是京杭大运河的经流处。它有以下旅游胜点，其中是全国重点文物保护单位的有：
- 柳孜运河码头遗址，百善镇柳孜村（5-49）[19]
- 临涣城址（6-94）
- 淮海战役总前委和华东野战军指挥部旧址（6-961）
- 古城汉墓（7-0582）
- 大运河之濉溪百善村运河故道（7-1973-3-009）[19]

## 交通
- 濉阜铁路、青阜铁路在濉溪相交，往北接到陇海铁路，往东连到京沪铁路。
- 合徐高速公路穿境而过。
- 237国道、 343国道过境。